# Sant Iscle de Porcinyans
Sant Iscle de Porcinyans és una petita capella, actualment convertida en corral, del Mas d'en Porcinyans, del terme comunal de Nyer, a la comarca del Conflent (Catalunya del Nord).
Està situada al Mas d'en Porcinyans, a llevant del poble de Nyer, al sector nord-est del terme comunal.
A darreries de l'edat mitjana tingué categoria parroquial, i en depenien les esglésies de Santa Eugènia de Soanyes i de Santa Maria de la Roca de Nyer.